# Taiarapu-Este
Taiarapu-Este es una comuna francesa situada en la subdivisión de Islas de Barlovento, que forma parte de la colectividad de ultramar de Polinesia Francesa.

## Composición
Está formada por la unión de las cuatro comunas asociadas de Afaahiti, Faaone, Pueu y Tautira, que abarcan una fracción de la isla de Tahití y un motu, y la isla de Mehetia:
| Comuna asociada de Afaahiti   |                  |                  |                    |
| Fracción de la isla de Tahití | Población (2012) | Superficie (km²) | Densidad (hab/km²) |
| Afaahiti                      | 5815             | 35.1             | 166                |
| Islote                        | Población (2012) | Superficie (km²) | Densidad (hab/km²) |
| Motu Nono                     | -                | -                | -                  |
| Comuna asociada de Faaone     |                  |                  |                    |
| Fracción de la isla de Tahití | Población (2012) | Superficie (km²) | Densidad (hab/km²) |
| Faaone                        | 1996             | 64.9             | 31                 |
| Comuna asociada de Pueu       |                  |                  |                    |
| Fracción de la isla de Tahití | Población (2012) | Superficie (km²) | Densidad (hab/km²) |
| Pueu                          | 2024             | 29.1             | 70                 |
| Comuna asociada de Tautira    |                  |                  |                    |
| Fracción de la isla de Tahití | Población (2012) | Superficie (km²) | Densidad (hab/km²) |
| Tautira                       | 2418             | 86.9             | 28                 |
| Isla                          | Población (2012) | Superficie (km²) | Densidad (hab/km²) |
| Mehetia                       | 0                | 2.3              | 0                  |

## Demografía
| Gráfica de evolución demográfica de Taiarapu-Este entre 1971 y 2012 |
|                                                                     |

Fuente: Insee